# Поленов, Дмитрий Васильевич
Дми́трий Васи́льевич Поле́нов (28 мая [9 июня] 1806, Санкт-Петербург — 13 [25] октября 1878, там же) — русский археолог и библиограф

, историк, дипломат. Тайный советник.
Сын Василия Алексеевича Поленова, единокровный брат Матвея Васильевича Поленова, отец знаменитых живописцев Василия и Елены Поленовых.

## Биография
Родился 28 мая (9 июня) 1806 года в дворянской семье писателя, чиновника Министерства иностранных дел Российской империи, в будущем — организатора и руководителя государственных архивов и академика Василия Алексеевича Поленова и Марии Андреевны (урождённой Хоненевой) (1786—1814).
В 1820 году в возрасте 14-ти лет поступил в Императорский Санкт-Петербургский университет. Ещё студентом, 4 июня 1823 года, определился в Коллегию иностранных дел; 31 декабря 1824 года вступил в службу в чине коллежского регистратора. При образовании особых печальных комиссий по случаю кончины императора Александра I в Таганроге, а затем его супруги Елизаветы Алексеевны в Белёве, был назначен в эти комиссии. В июле 1826 года за работу в комиссиях был награждён бриллиантовым перстнем.
После окончания 15 февраля 1827 года философско-юридического факультет университета со степенью кандидата, 15 мая он был произведён в чин коллежского секретаря. В 1829 году назначен в комиссию Министерства иностранных дел по возмещению материального ущерба подданным Российской империи во время русско-турецкой войны 1828—1829 гг.
В мае 1832 года занимал должность столоначальника в Департаменте внутренних сношений, а 13 июня того же года был назначен третьим секретарём Российского посольства во вновь образовавшемся Греческом королевстве. В январе 1833 года вместе с посольством отбыл в Афины, где пробыл до 1837 года; с 7 мая 1835 года — второй секретарь посольства.
В 1836 году был переведён в Санкт-Петербург чиновником по особым поручениям при Азиатском Департаменте Министерства иностранных дел; 15 февраля 1837 года произведён в надворные советники.
Во время непродолжительной поездки в Москву познакомился с С. П. Шевырёвым, А. С. Хомяковым, М. П. Погодиным, В. П. Андросовым.
В мае 1837 года был командирован в Саратовскую губернию по делам внутренней Киргизской орды для разрешения земельного спора и присоединения этой земли к малонаселенному Новоузенскому уезду. 21 ноября за благоприятное решения спора был награждён орденом Св. Владимира 4-й степени; 15 января 1838 года назначен старшим столоначальником в Департаменте внутренних сношений; 28 октября 1838 года переведён начальником II-го отделения Департамента внутренних сношений; 15 февраля 1840 года произведён в коллежские советники; 10 апреля 1843 года получил чин статского советника.
В конце 1854 года переведён обер-контролёром в хозяйственное управление при Святейшем Синоде; 15 апреля 1859 года произведён в действительные статские советники.
Будучи землевладельцем (3879 десятин земли) в Лодейнопольском уезде Олонецкой губернии (имение в Имоченцах), вынужден ехать в Петрозаводск и принять непосредственное участие в деле освобождения крестьян и наделения их землей. С Высочайшего соизволения принял должность члена Олонецкой временной комиссии, учреждённой для предварительных мер по приведению в действие Положения о крестьянах 1861 г.
18 февраля 1861 года уволен от должности обер-контролёра Синода с оставлением при обер-прокуроре Святейшего Синода, а 13 марта 1861 года стал членом Олонецкого губернского присутствия по крестьянским делам; 15 декабря 1861 года назначен директором Попечительного комитета о тюрьмах в Петрозаводске. За последовавшим в 1863 году уменьшением по Олонецкому губернскому присутствию по крестьянским делам членов из дворян-помещиков, вернулся в Санкт-Петербург и 4 апреля был принят во II Отделение Собственной Его Императорского Величества канцелярии. Занимался сборов материалов по истории законодательства Российской империи в архивах, позже — о Екатерининской комиссии; 17 апреля 1870 году произведён в чин тайного советника.
В 1872 году назначен от II Отделения С. Е. И. В. Канцелярии членом комиссии для обсуждения вопросов об устройстве архивов при Министерстве народного просвещения.
В 1875 году выехал на лечение за границу, а 27 ноября 1875 года был утверждён в должности заведующего архива II Отделения С. Е. И. В.
Умер 13 (25) октября 1878 года в Петербурге. Был похоронен на Новодевичьем кладбище; могила утрачена.
Библиотека Дмитрия Васильевича Поленова после его смерти была пожертвована городу Тамбову и вошла в состав городской библиотеки.

## Награды
Имел награды:
- Бриллиантовый перстень (1826)
- Орден Святого Владимира 4-й степени (1837)
- Орден Святой Анны 2-й степени с императорской короной (1848)
- Знак отличия за ХХХ лет беспорочной службы (1856)
- Орден Святого Станислава 1-й степени (1872)

## Общественная деятельность
- В 1849 году избран действительным членом Географического общества.
- В 1851 году стал членом Археологического общества.
- В 1852 году избран секретарём Археологического общества для иностранной переписки.
- В 1854 году избран секретарём Археологического общества.
- В 1861 году Академия Наук избрала его своим членом-корреспондентом по отделению русского языка.

## Научные труды
Занимаясь разбором и описанием богатой библиотеки своего умершего друга К. М. Бороздина, Поленов пристрастился к библиографии и составил «Библиографическое обозрение русских летописей» (в «Журн. Мин. народного просвещения», 1850 г.) и «Обозрение Летописца Переяславля-Суздальского» (в «Известиях Имп. акад. наук», 1854 г., т. IV).
Позже, служа в духовном ведомстве, Поленов написал две работы: «О летописях, изданных от Святейшего Синода» (в «Записках Имп. акд. наук», т. IV, 1864 г.) и «О православном духовном ведомстве в России» («День», 1864 г., 35).
Деятельность Поленова как члена, а потом секретаря Императорского археологического общества выразилась:
- в редактировании «Известий» Общества и труда Макария: «О нижегородских и пермских древностях» (1855),
- в составлении «Отчета за 50-летие общества» и «Библиографического обозрения» его трудов (1872).

С 1863 года Поленов служил во II отделении Собственной Его Величества канцелярии и занялся разработкой архивных материалов по истории русского законодательства. Результатом её было появление в свет трудов:
- «Материалы для истории русского законодательства. Вып. I. Палата о Уложении 1700 г.» (СПб., 1865),
- «Законодательная комиссия при Петре II, 1728 г.» (в «Сборнике Имп. русс. исторического общества», т. II),
- «О присяге иноземцев, принятых в Россию при Петре Великом» // Русский архив, 1869. — Вып. 11. — Стб. 1729—1766.
- «Исторические сведения о Екатерининской комиссии для сочинения проекта нового уложения» (1869—75 гг., «Сборник Имп. русс. историч. общества», т. IV, VIII и XIV).

Последний труд Поленова послужил источником для целого ряда новых работ по истории законодательной комиссии.
Уже после смерти Поленова был напечатан подготовленный им четвёртый том «Исторических сведений», под редакцией В. И. Сергеевича.
Другие работы Поленова:
- А. Я. Поленов русский законовед XVIII века // Русский архив. — 1865. — Стб. 557—614 (изд. 2-е. — М., 1866).
- «Краткий отчет деятельности II отделения собственной Его Имп. Вел. канцелярии с 1826 по 1876 г.» (СПб., 1876).

После смерти Поленова напечатано извлечение из его писем во время поездки в Грецию 1832—1835 гг. (в «Русском архиве», 1885, т. III). Подробная биография Поленова («Очерк жизни и деятельности П.») была составлена в 1879 году зятем, мужем дочери Веры, И. П. Хрущовым.

## Семья
Жена (с весны 1843) — Мария Алексеевна Воейкова (1816—24.12.1895), дочь генерал-майора А. В. Воейкова и внучка архитектора Н. А. Львова. Талантливая художница-портретист, ученица академика живописи К. А. Молдавского, и детская писательница. Её книга «Лето в Царском Селе. Рассказ для детей» (СПб., 1852) выдержала несколько изданий (2-е изд. — СПб., 1860; 3-е изд. — СПб., 1866; 4-е изд. — СПб., 1880). Скончалась в Москве; была похоронена в Санкт-Петербурге на Новодевичьем кладбище, рядом с мужем. За женой числились родовые владения в Орловской (1468 десятин земли) и Тамбовской (838 десятин) губерниях. Их дети:
- Василий (1844—1927), художник;
- Вера (1844—1881), сестра-близнец Василия, замужем за Иваном Петровичем Хрущовым (1841—1904), тайным советником, педагогом, крупным чиновником Министерства просвещения. Брак бездетный.
- Алексей (1845—1918), юрист, экономист, уездный начальник Елецкого уезда, тайный советник;
- Константин (1848—1917)
- Елена (1850—1898), художница;
- Александр.

- Портрет Д. В. Поленова с Василиеми и Верой, 1847 г.
- Портрет Д. В. Поленова с сыновьями Василием, Константином и Алексеем, 1853 г.
- Портрет М. А. Поленовой с дочерьми Верой и Еленой, 1853 г.
- Мария Алексеевна Поленова, 1865 г.